# Terrorismo de derechas

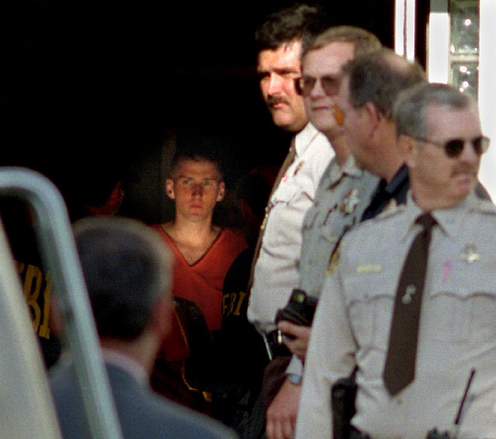
El terrorista Timothy McVeigh, responsable del atentado de Oklahoma City de 1995, que dejó ciento sesenta y ocho muertes

El terrorismo de derechas, el terrorismo de la derecha dura o el terrorismo de la extrema derecha es un terrorismo motivado por una variedad de ideologías de derechas y de extrema derecha, sobre todo por el neonazismo, el neofascismo, el supremacismo blanco, el nacionalismo blanco, el nacionalismo étnico, la xenofobia, el antifeminismo, el antiabortismo, la homofobia y la transfobia. El terrorismo de derechas moderno surgió en gran medida en Europa occidental en la década de 1970 y, tras la disolución de la Unión Soviética en 1991, se desarrolló en Europa del Este.
Los terroristas de derechas tienen como objetivo derrocar a los gobiernos y sustituirlos por regímenes nacionalistas y/o fascistas. Creen que sus acciones pondrán en marcha los acontecimientos que finalmente conducirán a la creación de estos gobiernos autoritarios. Suelen inspirarse en la Italia fascista y en la Alemania nazi. Los terroristas de derechas suelen tener como objetivo a personas que consideran miembros de comunidades ajenas, pero también pueden tener como objetivo a opositores políticos, como grupos e individuos de izquierdas. Los atentados perpetrados por los terroristas de derechas no son ataques indiscriminados perpetrados por individuos y grupos que simplemente buscan matar gente; los objetivos de estos atentados se eligen cuidadosamente por cuestiones de raza, etnia, religión u orientación sexual.

## Por países

### Alemania
Si bien las acciones de los camisas pardas durante el período de entreguerras pueden considerarse terrorismo, es en la década de 1980 cuando surge el terrorismo de extrema derecha moderno en Alemania occidental. En 1980 tiene lugar el ataque terrorista del Oktoberfest en Múnich, que mató a trece personas, incluido el atacante, e hirió a más de doscientas. En 1993, cuatro skinheads neonazis incendiaron una casa de una familia turco-alemana en Solingen, lo que provocó la muerte de cinco mujeres turcas e hirió a otras catorce, incluidos varios niños. El 14 de junio de 2000, el neonazi Michael Berger mató a tres policías en Dortmund y Waltrop. Además de varios robos a bancos, el Nationalsozialitscher Untergrund / National Socialist Underground (NSU) fue responsable de los asesinatos en serie del Bósforo (2000-2006), el atentado de Colonia en 2004 y el asesinato de la mujer policía Michéle Kiesewetter en 2007, dejando al menos diez personas muertas y otros heridos.
En 2019 Walter Lübcke, un político de la Unión Demócrata Cristiana (CDU) de Hesse fue asesinado en su casa a balazos debido a sus puntos de vista proinmigrantes por Stephan Ernst, un miembro del grupo terrorista neonazi británico Combat 18 (C18) y el Partido Nacionaldemócrata de Alemania (NPD). Ese mismo año tiene lugar el Tiroteo en la sinagoga de Halle que deja dos muertos. En 2020 tienen lugar los Tiroteos de Hanau contra bares de narguile, que dejaron once muertos incluyendo al asesino.

### Argentina
La Alianza Libertadora Nacionalista (Liga Patriótica Argentina) fue un grupo paramilitar Nacionalista, fundado en Buenos Aires el 16 de enero de 1919, durante la Semana Trágica. Se fusionó con la Legión Cívica Argentina en 1931.
En 1973 José López Rega funda la Alianza Anticomunista Argentina, generalmente conocida como Triple A o AAA, un grupo paramilitar que estaría activo durante el gobierno de Isabel Perón (1974-1976).

### España
En el período de  la Transición española se configuró un terrorismo de extrema derecha, con grupos como la Alianza Apostólica Anticomunista (Triple A), Grupos Armados Españoles (GAE), el Batallón Vasco Español (BVE) y otros de menor importancia como los Comandos Antimarxistas.

### Estados Unidos
Durante la década de 1980, más de 75 extremistas de derecha fueron procesados en los Estados Unidos por actos de terrorismo, aunque solo se llevaron a cabo seis ataques durante la década. En 1983, Gordon Kahl, un activista de Posse Comitatus, mató a dos comisionados federales y luego fue asesinado por la policía. También en ese año, el grupo nacionalista blanco La Orden robó varios bancos y carros blindados, así como un sex shop; bombardeó un teatro y una sinagoga, y asesinó al presentador de radio Alan Berg. 
El 19 de abril de 1995, en el que se conocería como Atentado de Oklahoma City el extremista Timothy McVeigh coloca un coche bomba en el Edificio Federal Alfred P. Murrah, ubicado en el centro de la ciudad estadounidense de Oklahoma City, capital del estado homónimo. Fue considerado el acto terrorista más grave ocurrido en territorio de Estados Unidos hasta los atentados del 11 de septiembre de 2001. El ataque causó la muerte de 168 personas, entre ellos diecinueve niños menores de seis años, e hirió a más de 680.
Según datos recopilados por la New America Foundation, desde los ataques del 11 de septiembre de 2001, los extremistas de derecha han cometido al menos ocho ataques terroristas letales en los Estados Unidos, que han provocado la muerte de nueve personas. Según el Buró Federal de Investigaciones, entre el 1 de enero de 2007 y el 31 de octubre de 2009, supremacistas blancos estuvieron involucrados en 53 actos de violencia, de los cuales 40 fueron asaltos dirigidos principalmente a afroamericanos, de los cuales siete fueron asesinatos y el resto fueron amenazas, incendios provocados e intimidación. Para algunos analistas, el terrorismo de derecha representa una amenaza mayor para Estados Unidos que el yihadismo, por ejemplo.
En febrero de 2023, fueron arrestados dos neonazis que pretendían «destruir por completo» Baltimore. En mayo de 2023, un neonazi cometió un tiroteo en Texas en el que fallecieron ocho personas e hirió a otras siete.

### Francia
Históricamente, el terrorismo de derecha estuvo ligado a la rabia por la pérdida de las posesiones coloniales de Francia en África, particularmente Argelia. En 1961, la Organización del Ejército Secreto (OAS), un grupo terrorista de derecha que protestaba por la independencia de Argelia de Francia, lanzó un ataque con bomba a bordo de un tren Estrasburgo-París que mató a 28 personas.

### Italia
En las décadas de 1970 y 1980, Italia sufrió los Años de Plomo, un período caracterizado por frecuentes ataques terroristas: entre 1969 y 1982, la nación sufrió ocho mil ataques terroristas, en los que un total de 351 personas murieron y 768 resultaron heridas. Los ataques terroristas se han atribuido tanto a la extrema izquierda como a la extrema derecha, pero muchos de los ataques terroristas siguen sin tener un culpable claro. Se considera que los Años del Plomo comenzaron con el atentado de Piazza Fontana en Milán en diciembre de 1969, perpetrado por Ordine Nuovo, un grupo neofascista de derecha. Dieciséis personas murieron y 90 resultaron heridas en el ataque. En julio de 1970, este mismo grupo bombardeó un tren que viajaba de Roma a Messina, matando a seis e hiriendo a casi cien. El grupo también llevó a cabo el bombardeo de la Piazza della Loggia en 1974, matando a ocho activistas antifascistas. El ataque terrorista de derecha más importante en la Italia de la posguerra fue la Masacre de Bolonia el 2 de agosto de 1980, en el que el grupo neofascista Nuclei Armati Rivoluzionari mató a ochenta y cinco personas e hirió a doscientas en la Estación de ferrocarril de Bolonia. Valerio Fioravanti, Francesca Mambro y otras dos personas fueron condenadas por asesinato en masa en los ataques, aunque ambos siempre han negado cualquier conexión con ellos.
El SISMI, una de las agencias de inteligencia del gobierno italiano, así como la red Gladio de la OTAN, colaborarían con los grupos de extrema derecha como parte de la llamada estrategia de la tensión.

### Israel

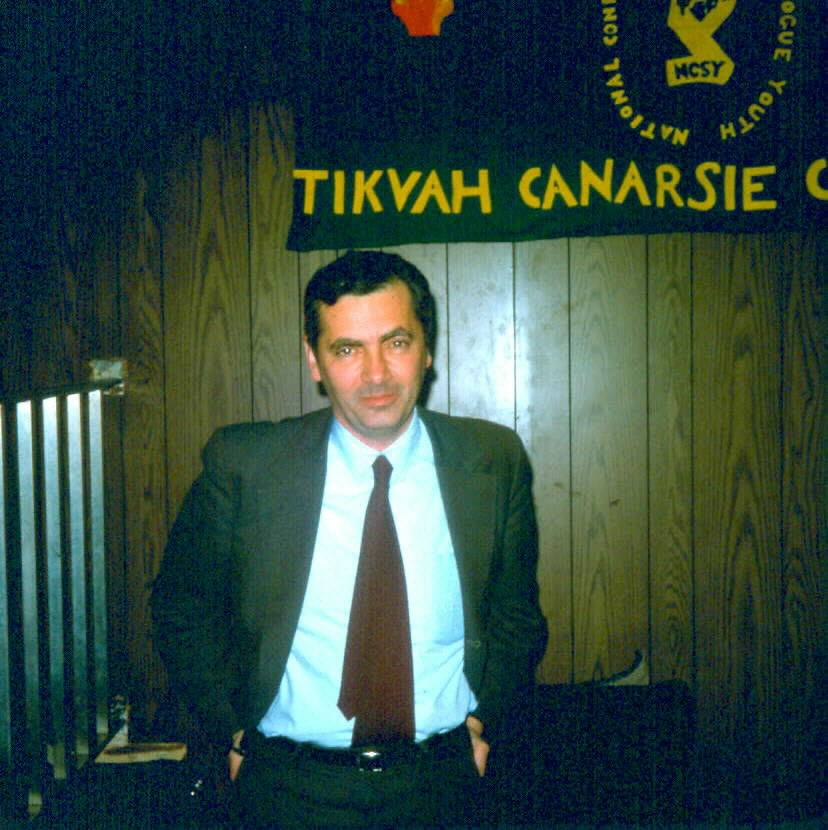
El rabino Meir Kahane, fundador del grupo terrorista israelí Kach.

Varios grupos de la corriente del sionismo revisionista de derecha han sido designados como organizaciones terroristas. El primer ejemplo lo constituye el Lehi, organización paramilitar y terrorista sionista fundada en el Mandato de Palestina. Llevó a cabo asesinatos y masacres hasta que se disolvió en 1949. Otro ejemplo lo constituye el grupo Jewish Underground que llevó a cabo atentados con bombas en universidades, coches y autobuses desde principios de la década de 1980. Igualmente destaca el Kach del rabino Meir Kahane, grupo que abogaba por la restauración del Reino Bíblico de Israel, la implantación de la halajá como la única ley del Gran Israel, la expulsión de todos los árabes del país y la destrucción de las mezquitas de la Explanada de las Mezquitas de Jerusalén.

### Noruega
El 22 de julio de 2011, el neofascista noruego Anders Breivik llevó a cabo los ataques de Noruega de 2011, el ataque más mortífero en Noruega desde la Segunda Guerra Mundial. Primero bombardeó varios edificios gubernamentales en Oslo, matando a ocho personas e hiriendo a más de 200. Después de los atentados, fue a la isla de Utøya con un uniforme de policía falso y comenzó a disparar contra las personas que asistían a un campamento de jóvenes políticos para la Liga Juvenil de Trabajadores (AUF), un partido político de izquierda, dejando 69 víctimas mortales e hiriendo a más de 110. En total, los dos ataques terroristas en Utoya y Oslo, Noruega, dejaron 77 muertos y 319 heridos. Anders Behring Breivik también había escrito un manifiesto: 2083: Una Declaración de Independencia Europea, en el que acusó al islam, al marxismo cultural, al multiculturalismo, al feminismo y al liberalismo de causar un "suicidio cultural" de Europa y afirmó pertenecer a una organización llamada los Caballeros Templarios (llamado así por la orden militar medieval).

### Reino Unido
En abril de 1999, David Copeland, un neonazi, colocó una serie de bombas de clavos durante trece días. Sus ataques, que estaban dirigidos a las comunidades negra, bangladesí y gay de Londres, resultaron en tres muertos y más de cien heridos. En 2016, Jo Cox, la miembro del Parlamento (MP) de los distritos electorales de Batley y Spen fue asesinado por Thomas Mair, quien estaba motivado por opiniones políticas neonazis de extrema derecha y tenía conexiones con varias organizaciones de extrema derecha en el Reino Unido. EE.UU Y Sudáfrica, como National Vanguard y English Defense League (EDL)

### Rusia
El Salvador era una organización nacionalista militante neonazi que se atribuyó el mérito del atentado con bomba en el mercado de Moscú en agosto de 2006, que mató a 13. Los informes de los medios indican que el mercado, ubicado cerca de Cherkizovsky, fue atacado debido a su gran volumen de clientela de Asia central y caucásica.

### Sudáfrica
En 1993, Chris Hani, el secretario general del Partido Comunista de Sudáfrica, fue asesinado por el anticomunista de extrema derecha de origen polaco Janusz Waluś, a quien le había prestado un arma de fuego el parlamentario partidario del apartheid de extrema derecha Clive Derby-Lewis.